# Medzev
Medzev és una ciutat d'Eslovàquia. Es troba a la regió de Košice, a l'est del país.

## Història
La primera referència escrita de la vila data del 1359.

## Demografia
| Godina             | 1994 | 2004   | 2014    | 2024   |
| ------------------ | ---- | ------ | ------- | ------ |
| Nombre de persones | 4027 | 3759   | 4358    | 4166   |
| Diferència         |      | −6,65% | +15,93% | −4,40% |

| Godina             | 2023 | 2024   |
| ------------------ | ---- | ------ |
| Nombre de persones | 4124 | 4166   |
| Diferència         |      | +1,01% |

## Ciutats agermanades
- Holice, República Txeca
- Rátka, Hongria

1. 1 2  «Počet obyvateľov podľa pohlavia - obce (ročne) [om7101rr_obce=AREAS_SK]».   Statistical Office of the Slovak Republic, 31-03-2025. [Consulta: 31 març 2025].